# Kállay Ilona

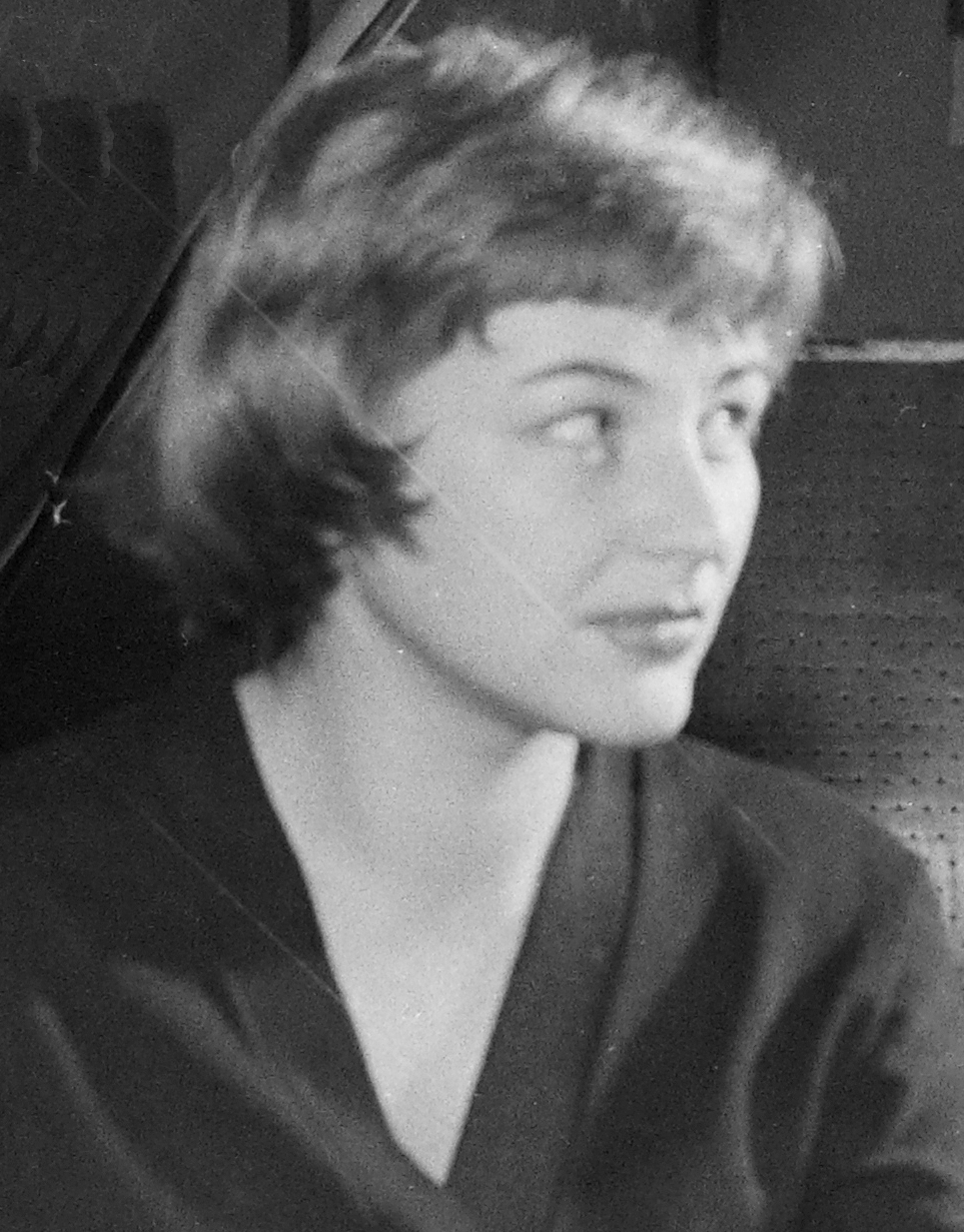
1959-ben (Szalay Zoltán felvétele)

Kállay Ilona (eredeti nevén: Munk Ilona, Miskolc, 1930. december 14. – Budapest, 2005. július 15.), névváltozata: Kállai Ilona, kétszeres Jászai Mari-díjas magyar színésznő, érdemes művész.

## Élete
Édesapja Munk Imre (1898–1973), édesanyja nagykállói Kállay Ilona (1903–1938), akit hétévesen vesztett el 1938. április 4-én. Művésznévként később az édesanyja nevét vette fel. Nevelőanyja Lontay Margit színésznő volt. 
Először kirakatrendezőként és segédgrafikusként dolgozott, de egy amatőr színjátszókörben felfedezték színészi tehetségét. Jelentkezett a Színház és Filmművészeti Főiskolára, ahol 1955-ben diplomázott. Még főiskolásként hozta világra a lányát, akitől később unokái is születtek. Majd a József Attila Színházhoz került, ahol megismerte második férjét, Kautzky Józsefet. 1982-ben szerződött Vidám Színpadhoz. 1997-től haláláig a székesfehérvári Vörösmarty Színház tagja volt.
Sokat foglalkoztatott színésznőként a színpad mellett rendszeresen szerepelt a rádióban és a televízióban is.
Első férje Szénási Ernő színművész volt, akitől született Zsuzsa lánya.

## Színpadi szerepei
A Színházi adattárban regisztrált bemutatóinak száma Kállai Ilona néven: 58, míg Kállay Ilona néven: 55.
- Tatjána (Makszim Gorkij: Kispolgárok)
- Marcella (Callegari: Megperzselt lányok)
- Griselda (Agatha Christie: Gyilkosság a paplakban)
- Emma (Páskándi: A kocsi rabjai)
- Eileen (Szerb Antal: Éjféli lovas)
- Milady (Dumas: A 3 testőr)
- Gaby, az anya (Robert Thomas: Nyolc nő)
- Szidónia (Csiky Gergely: Buborékok)
- Bözsi (Kertész Ákos: Névnap)
- Mária, Skócia királynője (Bolt: Éljen a királynő)
- Mrs. Shuttleworth (Maugham: Imádok férjhez menni)
- Miss Furnival (Shaffer: Játék a sötétben)
- Orbánné (Örkény István: Macskajáték)
- Alice (Dürrenmatt: Play Strindberg)
- Mária Dominika hercegnő (Molnár Ferenc: A hattyú)
- Szerémi grófné (Csiky Gergely: A nagymama)
- Ernest Thomas: Aranytó
- Valmonte hercegnő (Georges Feydeau: Egy hölgy a Maximból)
- A nagymama (Szirmai – Bakonyi – Gábor: Mágnás Miska)
- Eugénia (Molnár Ferenc: Olympia)
- Özv. Bergné (Heltai Jenő: Tündérlaki lányok)
- May Davenport (Noël Coward: Forgószínpad)

## Filmjei

### Játékfilmek
- Kölyök (1959)
- Felfelé a lejtőn (1959)
- Fapados szerelem (1960)
- Mindenki ártatlan? (1961)
- Csutak és a szürke ló (1961)
- Mici néni két élete (1962)
- A kilencvennégyes tartálykocsi (1962)
- Nem (1965)
- Így jöttem (1965)
- A férfi egészen más (1966)
- Mi újság Pesten? (1969)
- Lányarcok tükörben (1972)
- Ki látott engem? (1977)
- Két pont között a legrövidebb görbe (1977)
- Vámmentes házasság (1980)
- Sértés (1983)
- Eszkimó asszony fázik (1984)
- Az élet muzsikája – Kálmán Imre (1984)
- Szerelem első vérig (1985)
- Hamis a baba (1991)
- Gyerekgyilkosságok (1993)
- Fényérzékeny történet (1993)
- Üstökös (1998)
- Szerelem utolsó vérig (2002)

### Tévéfilmek
- Hókirálynő (1964)
- Kristóf, a magánzó (1965)
- Jaguár (1967)
- Mi ujság Pesten? (1969)
- Holnap reggel (1970)
- A fekete város (1971)
- Egy óra múlva itt vagyok… (1971)
- Régi idők mozija (1971)
- Palacsintás király 1-2. (1973)
- Gombó kinn van (1977)
- Bezzeg a Töhötöm (1977)
- Hungária Kávéház (1977)
- Muslicák a liftben (1977)
- Mire megvénülünk 1-6. (1978)
- Családi kör (1980)
- A hátvéd halála és feltámadása (1981)
- A 78-as körzet 1-6. (1982)
- Fehér rozsda (1982)
- Mint oldott kéve 1-7. (1983)
- Kémeri 1-5. (1985)
- Zsákutca (1985)
- S.O.S. szobafogság (1987)
- Kártyaaffér hölgykörökben (1987)
- Szomszédok (1987-1999)
- A védelemé a szó (1988)
- Üstökös (1998)
- Jómodor@huú (2004)

## Szinkronszerepei

### Filmes szinkronszerepei[10]
| Cím                               | A film elkészülte | Magyar változat (szinkron) | Szerep                | A szinkronizált színész |
| --------------------------------- | ----------------- | -------------------------- | --------------------- | ----------------------- |
| Lopott csókok                     | 1968              | 1976                       | Ida, Blady titkárnője | Christine Pellé         |
| A kis hableány (rajzfilm)         | 1975              | 1977                       | Karmos, a macska      | –                       |
| A kék madár                       | 1976              | 1978                       | Fényűzés              | Ava Gardner             |
| Őrült nők ketrece                 | 1978              | 1979                       | Simone Deblon         | Claire Maurier          |
| A kicsi kocsi legújabb kalandjai  | 1980              | 1986                       | Louise néni           | Cloris Leachman         |
| Háry János (rajzfilm)             | 1983              | 1983                       | Császárné             | –                       |
| A hercegnő és a kobold (rajzfilm) | 1991              | 1991                       | Angelika üknagymamája | –                       |

### Filmsorozatbeli szinkronszerepei
| Cím                    | A film elkészülte | Magyar változat (szinkron)      | Szerep   | A szinkronizált színész |
| ---------------------- | ----------------- | ------------------------------- | -------- | ----------------------- |
| Columbo: Visszajátszás | 1975              | 1977. február 13. (1. szinkron) | Francine | Patricia Barry          |

## Hangjáték, Rádió
- Lovik Károly: Az aranypolgár (1958)
- Manzari, Nicola: A holtak nem fizetnek adót (1961)
- Arbuzov, Alekszej: Az elveszett fiú (1962)
- Stoenescu-Octavian: Magaviseletből elégtelen (1962)
- Szemes Piroska: A házasság története (1963)
- Balázs János: Szomszédnépek parasztjai (1967)
- Sarkadi Imre: A gyáva (1967)
- Dygat, Stanislaw: A Bodeni tó (1968)
- Joachim Goll: Himalája-madár (1968)
- Nowitzky, Andrzej: Antik óra (1968)
- Jaroslav Hasek: Miha Gamo esküje (1969)
- Sós György: Aranycsont (1969)
- Balzac, Honoré de: Goriot apó (1970)
- Sós György: A harmadik futó (1970)
- Sós György: A szürke autó utasai (1970)
- Somogyi Tóth Sándor: Tigris vagy birka (1971)
- Maugham, Somerset: Zsákutca (1972)
- Stendhal: A besanconi vádlott (1972)
- Karinthy Frigyes: Egy nőt szeretni (1973)
- Karinthy Frigyes: Mennyei riport (1974)
- Eörsi István: Családi kör (1975)
- Mocsár Gábor: Riasztólövés (1975)
- Kurt Tucholsky: Helyek a Paradicsomban (1977)
- Lev Tolsztoj: Anna Karenina (1977)
- Csiky Gergely: Paraziták (1980)
- Kopányi György: A veronai vén (1980)
- Teleki László: Kegyenc (1980)
- Felsenstein, Annelise: Hétköznapi varázslat (1982)
- Edgar Wallace: Fecsegő felügyelő esetei (1984)
- Krúdy Gyula: Rezeda Kázmér szép élete (1985)
- Mándy Iván: Alagsori tárlat (1985)
- Mándy Iván: Ismerkedő (1986)
- Roald Dahl: Danny a szupersrác (1987)
- Oscar Wilde: A boldog herceg (1987)
- Nagy Lajos: A fiatalúr megnősül (1989)
- Nógrádi Gábor: Gyerekrablás a Palánk utcában (1989)
- Szepes Mária: Lázadó szerepek (1990)
- Rejtő Jenő: Az őrszem (1991)
- Szakonyi Károly: Vacsora kettesben (1992)
- Zsolt Béla: Oktogon (1992)
- Béres Attila: Angyalka és Reglamór (1999)

## Díjai, elismerései
- Jászai Mari-díj (1961, 1975)
- Érdemes művész (1979)
- SZOT-díj (1981)
- A Magyar Köztársasági Érdemrend tisztikeresztje (1997)
- Vörösmarty-gyűrű (2001)

## Származása
| Kállay Ilona (Budapest, 1930. dec. 14.– Budapest, 2005. júl. 15.) színésznő | Apja: Munk Imre (Onga, 1898. nov. 10.– 1973.) földbirtokos                    | Apai nagyapja: Munk József (Polgár, 1857– Miskolc, 1930. júl. 4.) földbirtokos                                             | Apai nagyapai dédapja: Munk Károly gazdálkodó                                                                    |
| Kállay Ilona (Budapest, 1930. dec. 14.– Budapest, 2005. júl. 15.) színésznő | Apja: Munk Imre (Onga, 1898. nov. 10.– 1973.) földbirtokos                    | Apai nagyapja: Munk József (Polgár, 1857– Miskolc, 1930. júl. 4.) földbirtokos                                             | Apai nagyapai dédanyja: Flamm Záli                                                                               |
| Kállay Ilona (Budapest, 1930. dec. 14.– Budapest, 2005. júl. 15.) színésznő | Apja: Munk Imre (Onga, 1898. nov. 10.– 1973.) földbirtokos                    | Apai nagyanyja: Grünwald Amália (Miskolc, 1871. márc. 1.– Budapest, 1969. szept. 12.)                                      | Apai nagyanyai dédapja: Grünwald Ede kereskedő                                                                   |
| Kállay Ilona (Budapest, 1930. dec. 14.– Budapest, 2005. júl. 15.) színésznő | Apja: Munk Imre (Onga, 1898. nov. 10.– 1973.) földbirtokos                    | Apai nagyanyja: Grünwald Amália (Miskolc, 1871. márc. 1.– Budapest, 1969. szept. 12.)                                      | Apai nagyanyai dédanyja: Breier Helén (Ilka)                                                                     |
| Kállay Ilona (Budapest, 1930. dec. 14.– Budapest, 2005. júl. 15.) színésznő | Anyja: Kállay Mária Ilona (Budapest, 1903. febr. 25.– Miskolc, 1938. ápr. 4.) | Anyai nagyapja: Kállay Kázmér Zoltán (Szentgyörgyábrány, 1875. febr. 13.– Budapest, 1952. jún. 18.) államvasúti hivatalnok | Anyai nagyapai dédapja: nagykállói Kállay Miklós (Napkor, 1848. jan. 31.– Budapest, 1875. okt. 27.) földbirtokos |
| Kállay Ilona (Budapest, 1930. dec. 14.– Budapest, 2005. júl. 15.) színésznő | Anyja: Kállay Mária Ilona (Budapest, 1903. febr. 25.– Miskolc, 1938. ápr. 4.) | Anyai nagyapja: Kállay Kázmér Zoltán (Szentgyörgyábrány, 1875. febr. 13.– Budapest, 1952. jún. 18.) államvasúti hivatalnok | Anyai nagyapai dédanyja: urai Uray Amália (Érendréd, 1853– Budapest, 1900. febr. 6.)                             |
| Kállay Ilona (Budapest, 1930. dec. 14.– Budapest, 2005. júl. 15.) színésznő | Anyja: Kállay Mária Ilona (Budapest, 1903. febr. 25.– Miskolc, 1938. ápr. 4.) | Anyai nagyanyja: Kiss Mária (Miskolc, 1877. jan. 3.– Budapest, 1950. máj. 18.)                                             | Anyai nagyanyai dédapja: Kiss János gőzmalmi molnár                                                              |
| Kállay Ilona (Budapest, 1930. dec. 14.– Budapest, 2005. júl. 15.) színésznő | Anyja: Kállay Mária Ilona (Budapest, 1903. febr. 25.– Miskolc, 1938. ápr. 4.) | Anyai nagyanyja: Kiss Mária (Miskolc, 1877. jan. 3.– Budapest, 1950. máj. 18.)                                             | Anyai nagyanyai dédanyja: Bakos Mária                                                                            |